# NON'SHEEP
NON'SHEEP（ノンシープ）は、日本のオルタナティヴ・ロック・バンド。ボーカル&ギター、ギター、ベース、ドラムによって構成され2002年結成。

## メンバー
- 佐藤雄駿（サトウユウタ）ボーカル、ギター。1984年生まれ A型。埼玉県出身。
  - 全作詞、一部の作曲を担当。作家として小説も発表している。

- 田子剛（タゴツヨシ）ギター。1982年生まれ B型。埼玉県出身。
  - 大部分の作曲を担当。

- 額賀康孝（ヌカガヤスタカ）ドラム。1982年生まれ AB型。埼玉県出身。
- 渡辺弘尚（ワタナベヒロナオ）ベース。1983年生まれ O型。宮城県出身。

## 来歴
- 2002年、佐藤、田子、額賀により前身となるバンドを結成。
- 2003年、バンド名をNON'SHEEPとする。埼玉県を中心に活動を開始。バンド名の由来は特になく、佐藤が言葉の響きで決めたとのこと。
- 2004年、ベースが定まらない中、Vo佐藤の同級生の金澤santos征樹を佐藤が誘い加入。音楽の方向性が決まり活動中にLIBEROプロジェクトに所属。
- 2007年、1st ALBUM「Annunciation」をリリース。音楽ライター・鹿野淳がコメントを寄稿。ベースの金澤santos征樹が脱退。
- 2008年、2nd ALBUM「sad morrow」をリリース。レコーディングに渡辺等が参加。音楽ライター・有泉智子がコメントを寄稿。
- 2009年、プロデューサーに黒沢健一を迎えた「遺書」を配信限定リリース。中村文則がライナーノーツを寄稿。
- 2011年、渡辺弘尚が加入。3rd ALBUM「その手は無関心に僕を救う」をリリース。中村文則、又吉直樹、緒方貴臣からコメント寄稿。
- 2012年、佐藤が初小説「悪魔の飼育」を徳間書店より出版。初のソロ名義の音源「悪魔の飼育」を発表。NON'SHEEPは1stEP「悪魔の飼育」をリリース。
- 2015年、1st mini ALBUM「Golden Hoofs」をリリース。アルバム収録7曲を全MV化。
- 2016年、2nd mini ALBUM 「生存」をリリース。

## ディスコグラフィー
シングル
- Rhythm(2006.2)※自主制作
- 落下／サメナイユメ(2011.1)※ライブ会場限定販売

フルアルバム
- 1st 「Annunciatin」(2007.8,8)
- 2nd 「sad morrow」(2008.7.2)
- 3rd「その手は無関心に僕を救う」(2011.6.15)

ミニアルバム
- 1st「Golden Hoofs」(2015.3.22)
- 2nd「生存」(2016.7.15)

EP
- 「悪魔の飼育」(2012.9.19)